# Gestelev Kirke
Gestelev Kirke er kirken i Gestelev Sogn i Faaborg-Midtfyn Kommune, tidligere Ringe Kommune.
Altertavlen fra ca. 1515-1520 har helgenfigurer på fløjene, hvor Sankt Katharina holder en posebog i venstre hånd. Altertavlen er i dag placeret i museet Møntergården, i magasin.

## Eksterne kilder og henvisninger
- Gestelev Kirke hos KortTilKirken.dk